# Hesperia nabokovi
Hesperia nabokovi is een vlinder uit de familie van de dikkopjes (Hesperiidae). De wetenschappelijke naam van de soort is voor het eerst geldig gepubliceerd in 1948 door Bell & Comstock.